# La Côte-Saint-Didier
La Côte-Saint-Didier est une commune nouvelle française créée le 1er janvier 2025 dans le département de la Loire et la région Auvergne-Rhône-Alpes. Elle résulte de la fusion des communes de La Côte-en-Couzan et de Saint-Didier-sur-Rochefort.

## Histoire
La commune est créée le 1er janvier 2025 à la suite d'un arrêté préfectoral du 23 décembre 2024 par la fusion des communes de La Côte-en-Couzan et de Saint-Didier-sur-Rochefort sous le nom fautif de « La Côte - Saint-Didier ». Le chef-lieu de la commune nouvelle est fixé à la mairie de l'ancienne commune de Saint-Didier-sur-Rochefort. Ne sont pas créées de communes déléguées.
L'arrêté rectificatif en vue d'accorder le toponyme aux règles de graphie officielles françaises portant le nom définitif de la commune en La Côte-Saint-Didier est signé le 31 décembre 2024 et publié le 2 janvier 2025.

## Politique et administration
Jusqu'aux prochaines élections municipales françaises de 2026, le conseil municipal de la commune nouvelle est constitué de l'ensemble des membres en exercice des conseils municipaux des deux communes fondatrices.

### Liste des maires
| Période | Période  | Identité        | Étiquette | Qualité                 |
| ------- | -------- | --------------- | --------- | ----------------------- |
| 2025    | En cours | Élodie Thévenet |           | Technicienne forestière |

### Anciennes communes
| Nom                                | Code Insee | Intercommunalité             | Superficie (km2) | Population (dernière pop. légale) | Densité (hab./km2) |
| ---------------------------------- | ---------- | ---------------------------- | ---------------- | --------------------------------- | ------------------ |
| Saint-Didier-sur-Rochefort (siège) | 42217      | CA Loire Forez Agglomération | 22,75            | 457 (2022)                        | 20                 |
| La Côte-en-Couzan                  | 42072      | CA Loire Forez Agglomération | 9,11             | 62 (2022)                         | 6,8                |

## Population et société

### Démographie
L'évolution du nombre d'habitants est connue à travers les recensements de la population effectués dans la commune depuis sa création.

En 2022, la commune comptait 519 habitants.
| 2021 | 2022 |
| ---- | ---- |
| 521  | 519  |